# Mérilheu
Mérilheu [meʁijø] est une commune française située dans le centre du département des Hautes-Pyrénées, en région Occitanie. Sur le plan historique et culturel, la commune est dans la province du Haut-Adour, autrefois incluse dans l’ancien comté de Bigorre.
Il s’agit d’une zone montagneuse constituée des prolongements occidentaux des massifs de Néouvielle et de l’Arbizon. Exposée à un climat de montagne, elle est drainée par l'Arrêt et par un autre cours d'eau. La commune possède un patrimoine naturel remarquable composé de trois zones naturelles d'intérêt écologique, faunistique et floristique.
Mérilheu est une commune rurale qui compte 232 habitants en 2022. Elle fait partie de l'aire d'attraction de Bagnères-de-Bigorre..
Ses habitants sont appelés les Mérilhois.

## Géographie

### Localisation
La commune de Mérilheu se trouve dans le département des Hautes-Pyrénées, en région Occitanie.
Elle se situe à 17 km à vol d'oiseau de Tarbes, préfecture du département, à 4 km de Bagnères-de-Bigorre, sous-préfecture, et à 12 km de Tournay, bureau centralisateur du canton de la Vallée de l'Arros et des Baïses dont dépend la commune depuis 2015 pour les élections départementales.
La commune fait en outre partie du bassin de vie de Bagnères-de-Bigorre.
Les communes les plus proches sont : 
Hauban (1,0 km), Argelès-Bagnères (1,9 km), Uzer (2,5 km), Castillon (3,2 km), Pouzac (3,4 km), Orignac (3,5 km), Bettes (3,5 km), Bagnères-de-Bigorre (3,9 km).
Sur le plan historique et culturel, Mérilheu fait partie de la province historique du Haut-Adour, autrefois incluse dans l’ancien comté de Bigorre. Il s’agit d’une zone montagneuse constituée des prolongements occidentaux des massifs de Néouvielle et de l’Arbizon,.
Les communes limitrophes sont  Argelès-Bagnères, Bagnères-de-Bigorre, Cieutat, Hauban et Orignac.
| Orignac | Cieutat             |                  |
| Hauban  | Mérilheu            | Argelès-Bagnères |
|         | Bagnères-de-Bigorre |                  |

### Hydrographie
La commune est dans le bassin de l'Adour, au sein du bassin hydrographique Adour-Garonne. Elle est drainée par l'Arrêt, le ruisseau de Hauban, constituant un réseau hydrographique de 2 km de longueur totale,.
L'Arrêt, d'une longueur totale de 15,3 km, prend sa source dans la commune et s'écoule vers le nord. Il traverse la commune et se jette dans l'Arros à Tournay, après avoir traversé 8 communes.

### Climat
Le climat est tempéré de type océanique, en raison de l'influence proche de l'océan Atlantique situé à peu près 150 km plus à l'ouest. La proximité des Pyrénées fait que la commune profite d'un effet de foehn, il peut aussi y neiger en hiver, même si cela reste inhabituel.
| Mois                              | jan.  | fév.  | mars  | avril | mai   | juin  | jui.  | août  | sep.  | oct.  | nov.  | déc.  | année   |
| --------------------------------- | ----- | ----- | ----- | ----- | ----- | ----- | ----- | ----- | ----- | ----- | ----- | ----- | ------- |
| Température minimale moyenne (°C) | 0,6   | 1,3   | 2,7   | 5,2   | 8,3   | 11,6  | 14,1  | 13,9  | 11,7  | 8     | 3,6   | 1,3   | 6,9     |
| Température moyenne (°C)          | 5,3   | 6,1   | 7,8   | 10    | 13,3  | 16,7  | 19,3  | 19    | 17,2  | 13,3  | 8,5   | 5,8   | 11,9    |
| Température maximale moyenne (°C) | 9,9   | 11    | 12,9  | 14,8  | 18,3  | 21,7  | 24,5  | 24    | 22,6  | 18,6  | 13,4  | 10,4  | 16,8    |
| Ensoleillement (h)                | 108,8 | 118,8 | 155,6 | 157,2 | 181,3 | 191,5 | 215,5 | 196,4 | 194,5 | 164,4 | 124,4 | 104,4 | 1 912,8 |
| Précipitations (mm)               | 112,8 | 97,5  | 100,2 | 105,7 | 113,6 | 80,7  | 57,3  | 70,3  | 71    | 85,2  | 93    | 112,1 | 1 099,4 |

### Milieux naturels et biodiversité
L’inventaire des zones naturelles d'intérêt écologique, faunistique et floristique (ZNIEFF) a pour objectif de réaliser une couverture des zones les plus intéressantes sur le plan écologique, essentiellement dans la perspective d’améliorer la connaissance du patrimoine naturel national et de fournir aux différents décideurs un outil d’aide à la prise en compte de l’environnement dans l’aménagement du territoire.
Une ZNIEFF de type 1 est recensée sur la commune :
le « réseau hydrographique des Baronnies » (390 ha), couvrant 35 communes du département et deux ZNIEFF de type 2, : 
- les « Baronnies » (20 367 ha), couvrant 43 communes du département[14] ;
- le « plateau et vallons des Coustalats » (7 832 ha), couvrant 25 communes du département[15].

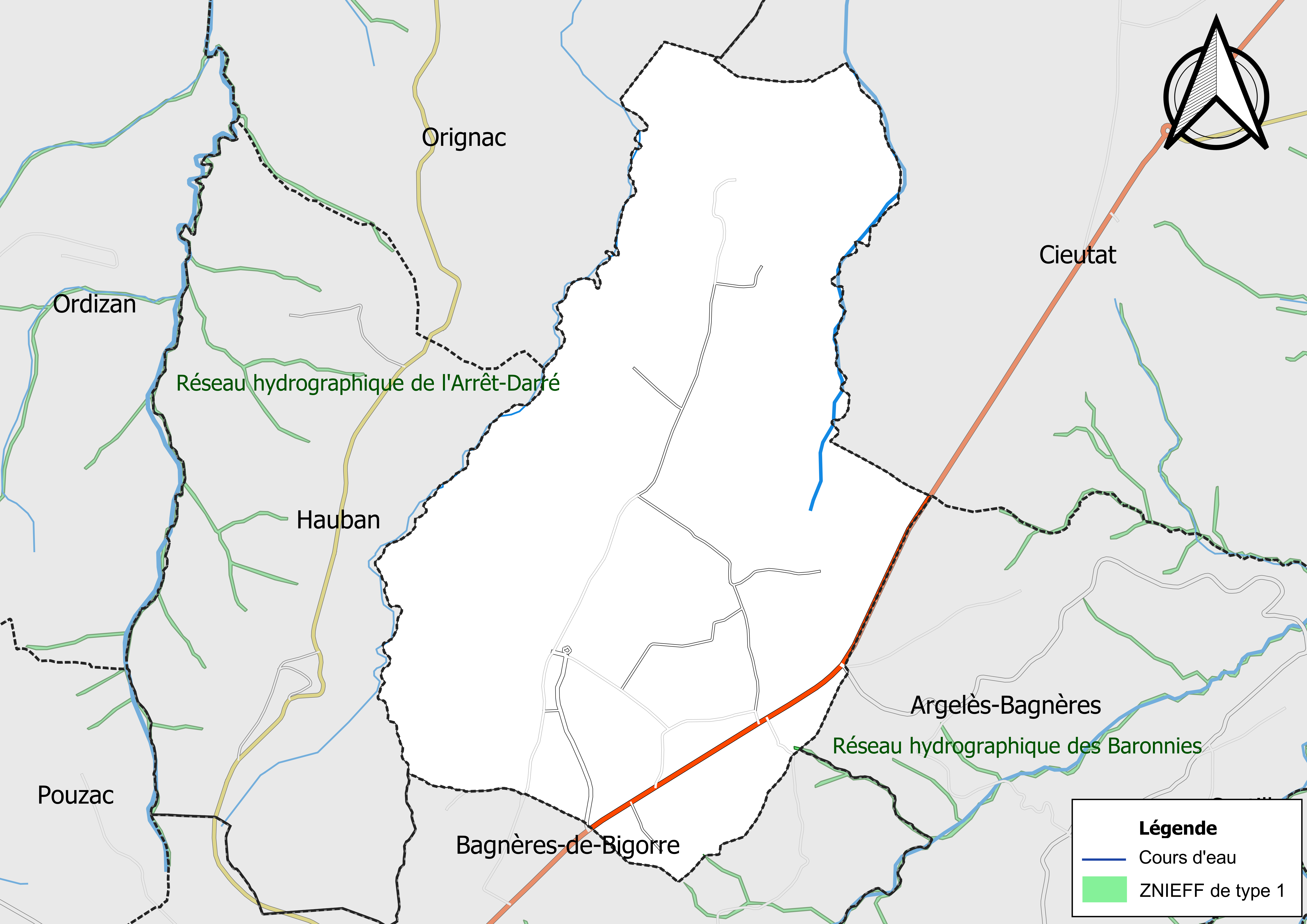
Carte de la ZNIEFF de type 1 sur la commune.
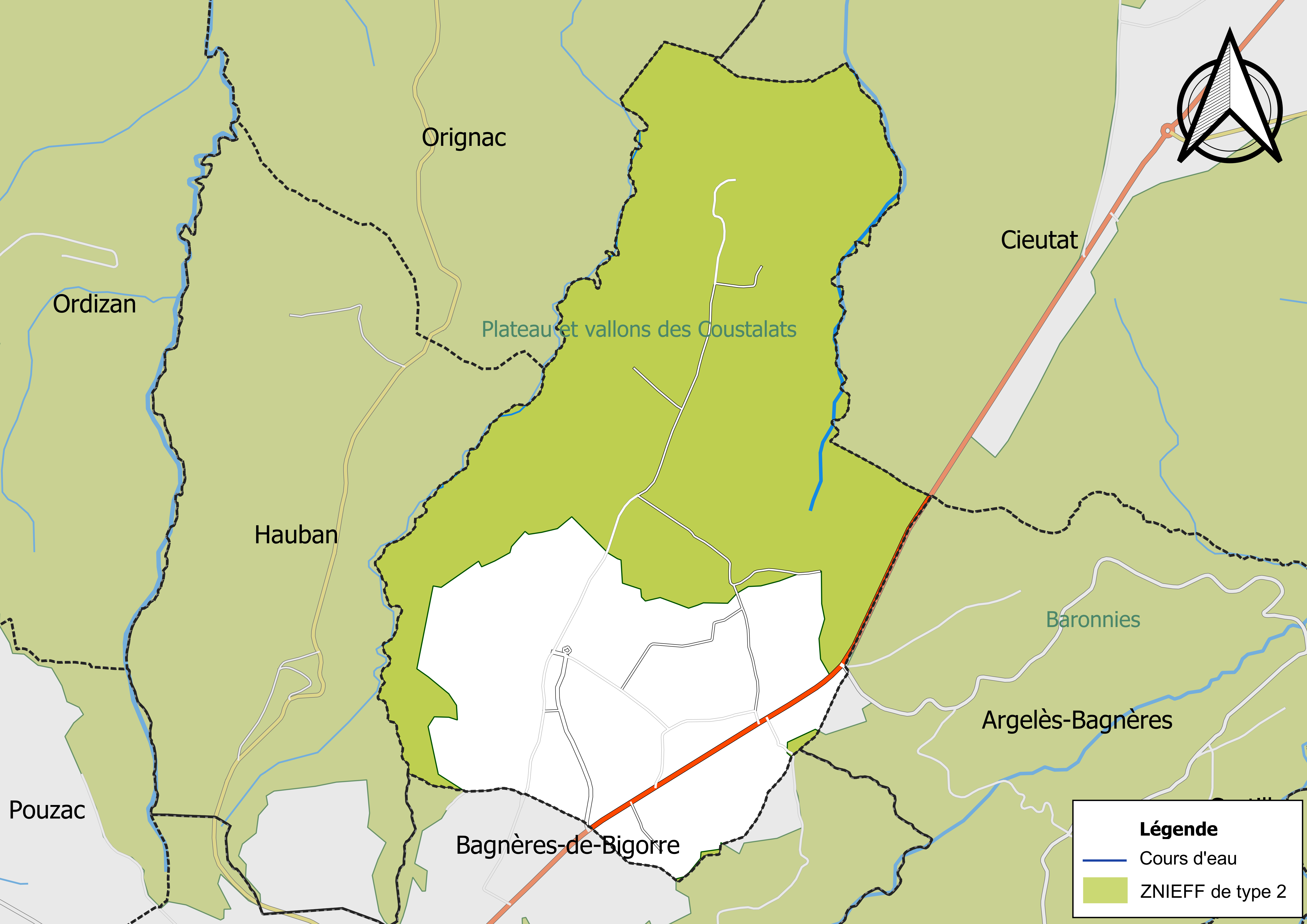
Carte des ZNIEFF de type 2 sur la commune.

## Urbanisme

### Typologie
Au 1er janvier 2024, Mérilheu est catégorisée commune rurale à habitat dispersé, selon la nouvelle grille communale de densité à sept niveaux définie par l'Insee en 2022.
Elle est située hors unité urbaine. Par ailleurs la commune fait partie de l'aire d'attraction de Bagnères-de-Bigorre, dont elle est une commune de la couronne,. Cette aire, qui regroupe 21 communes, est catégorisée dans les aires de moins de 50 000 habitants,.

### Occupation des sols
L'occupation des sols de la commune, telle qu'elle ressort de la base de données européenne d’occupation biophysique des sols Corine Land Cover (CLC), est marquée par l'importance des territoires agricoles (84,5 % en 2018), une proportion identique à celle de 1990 (84,5 %). La répartition détaillée en 2018 est la suivante : 
zones agricoles hétérogènes (84,3 %), forêts (15,5 %), prairies (0,2 %).
L'IGN met par ailleurs à disposition un outil en ligne permettant de comparer l’évolution dans le temps de l’occupation des sols de la commune (ou de territoires à des échelles différentes). Plusieurs époques sont accessibles sous forme de cartes ou photos aériennes : la carte de Cassini (XVIIIe siècle), la carte d'état-major (1820-1866) et la période actuelle (1950 à aujourd'hui).

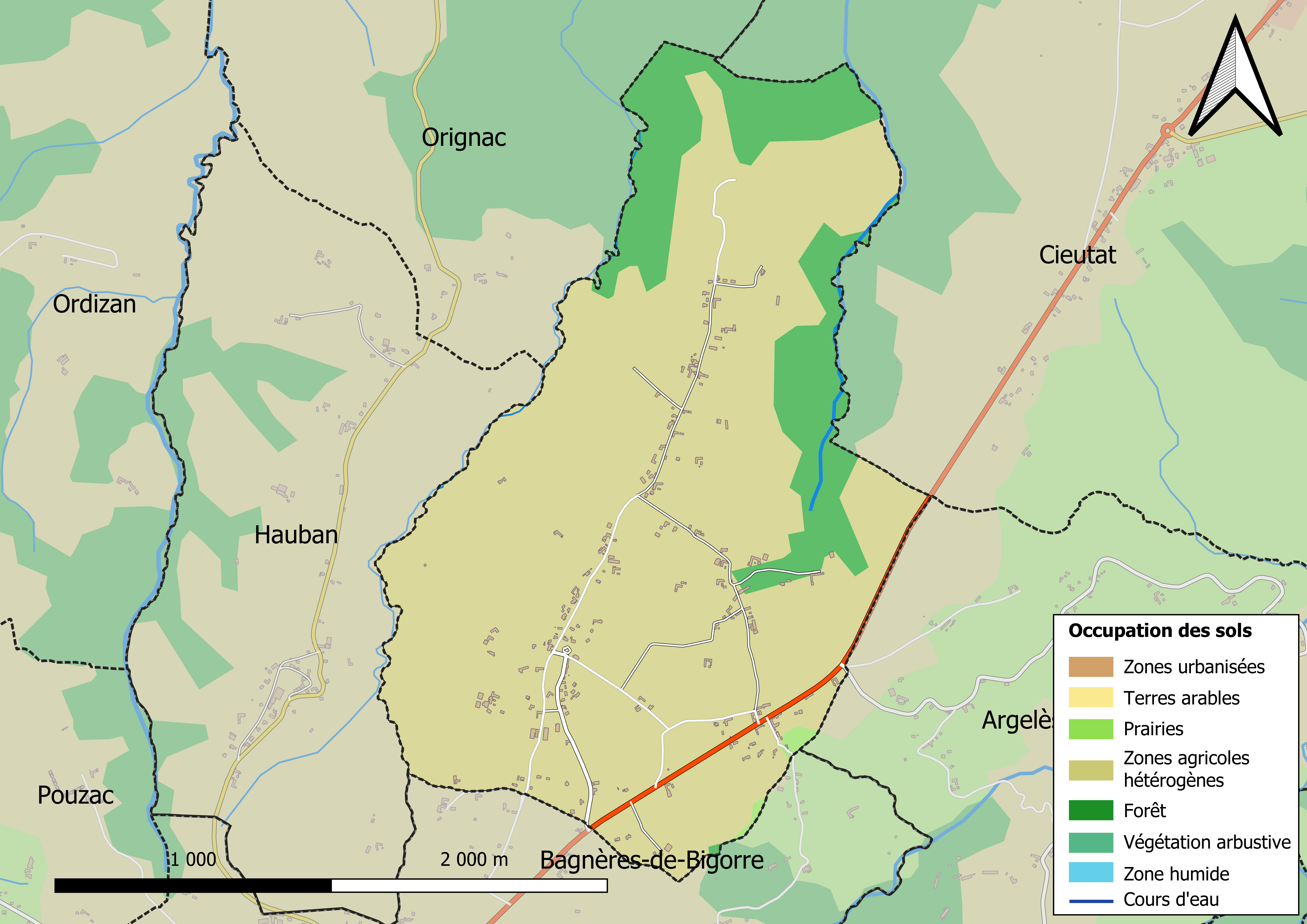
Carte des infrastructures et de l'occupation des sols en 2018 (CLC) de la commune.
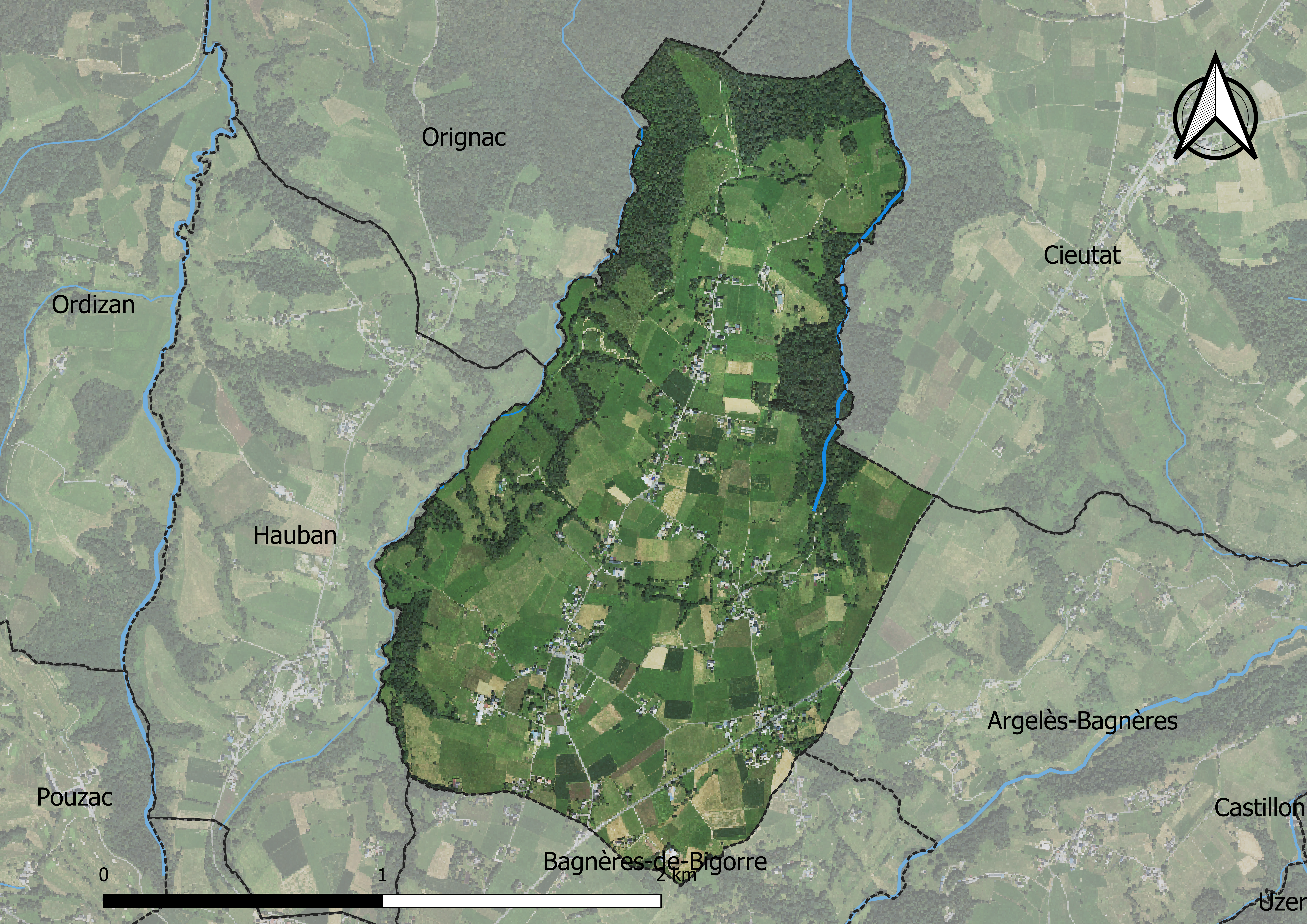
Carte orthophotogrammétrique de la commune.

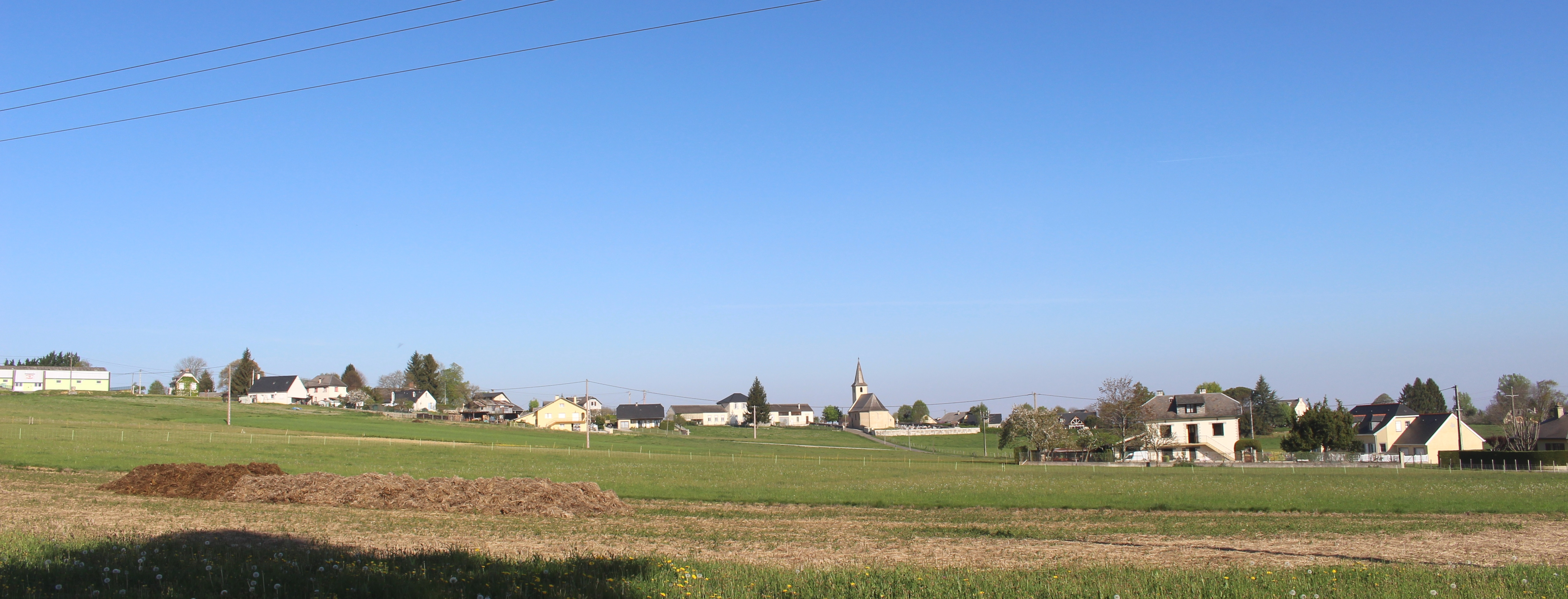
Vue en été.

### Logement
En 2012, le nombre total de logements dans la commune est de 131.

Parmi ces logements, 76,2 % sont des résidences principales, 10,8 % des résidences secondaires et 13,1 % des logements vacants.

### Voies de communication et transports
Cette commune est desservie par la route départementale D 938.

### Risques majeurs
Le territoire de la commune de Mérilheu est vulnérable à différents aléas naturels : météorologiques (tempête, orage, neige, grand froid, canicule ou sécheresse), feux de forêts, mouvements de terrains et séisme (sismicité moyenne). Un site publié par le BRGM permet d'évaluer simplement et rapidement les risques d'un bien localisé soit par son adresse soit par le numéro de sa parcelle.
Mérilheu est exposée au risque de feu de forêt. Un plan départemental de protection des forêts contre les incendies a été approuvé par arrêté préfectoral le 21 avril 2020 pour la période 2020-2029. Le précédent couvrait la période 2007-2017. L’emploi du feu est régi par deux types de réglementations. D’abord le code forestier et l’arrêté préfectoral du 27 octobre 2014, qui réglementent l’emploi du feu à moins de 200 m des espaces naturels combustibles sur l’ensemble du département. Ensuite celle établie dans le cadre de la lutte contre la pollution de l’air, qui interdit le brûlage des déchets verts des particuliers. L’écobuage est quant à lui réglementé dans le cadre de commissions locales d’écobuage (CLE)

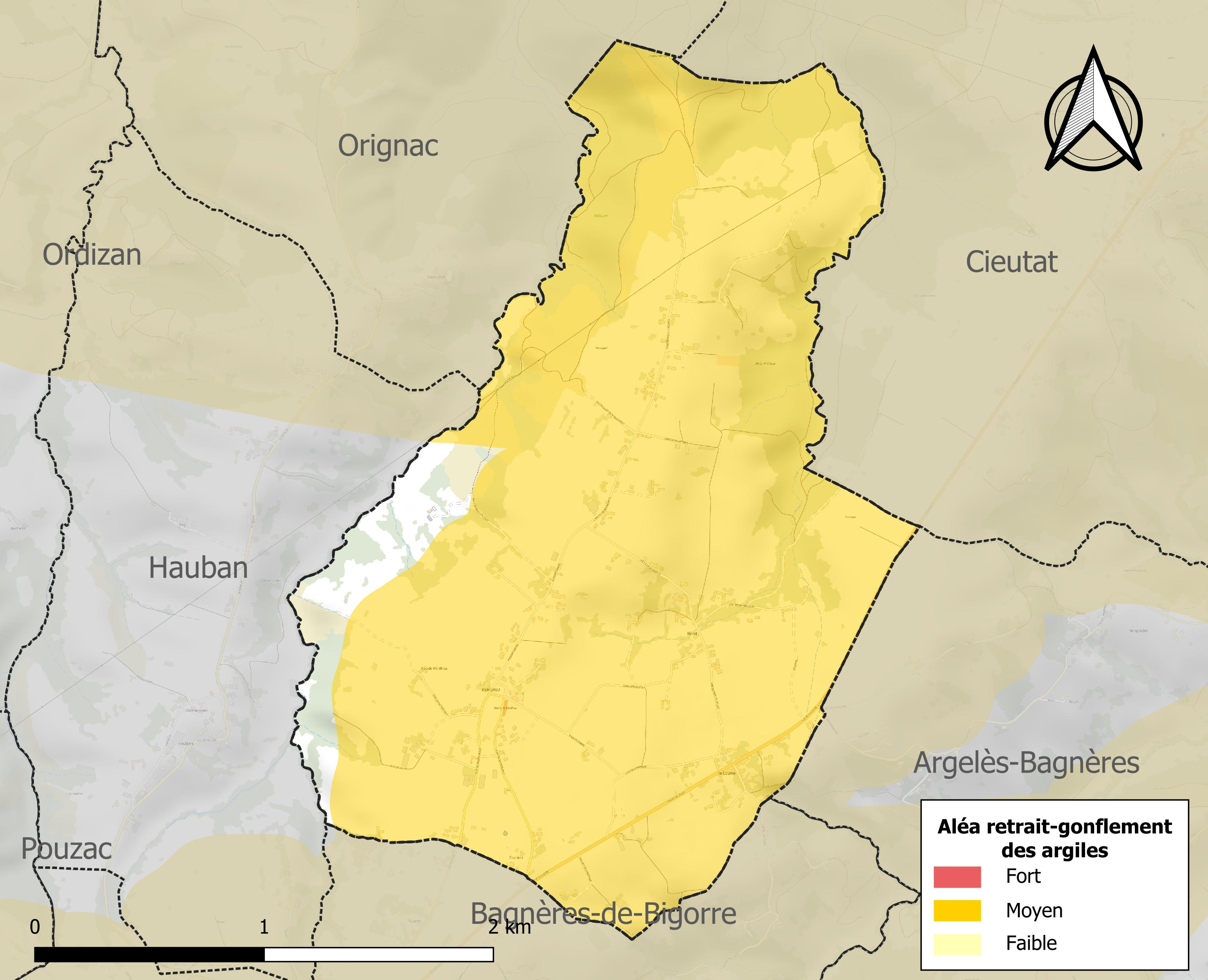
Carte des zones d'aléa retrait-gonflement des sols argileux de Mérilheu.

Les mouvements de terrains susceptibles de se produire sur la commune sont des tassements différentiels.
Le retrait-gonflement des sols argileux est susceptible d'engendrer des dommages importants aux bâtiments en cas d’alternance de périodes de sécheresse et de pluie. 93,7 % de la superficie communale est en aléa moyen ou fort (44,5 % au niveau départemental et 48,5 % au niveau national). Sur les 122 bâtiments dénombrés sur la commune en 2019, 121 sont en aléa moyen ou fort, soit 99 %, à comparer aux 75 % au niveau départemental et 54 % au niveau national. Une cartographie de l'exposition du territoire national au retrait gonflement des sols argileux est disponible sur le site du BRGM,.
Par ailleurs, afin de mieux appréhender le risque d’affaissement de terrain, l'inventaire national des cavités souterraines permet de localiser celles situées sur la commune.
La commune a été reconnue en état de catastrophe naturelle au titre des dommages causés par les inondations et coulées de boue survenues en 1982, 1999 et 2009. Concernant les mouvements de terrains, la commune a été reconnue en état de catastrophe naturelle au titre des dommages causés par des mouvements de terrain en 1999.

## Toponymie

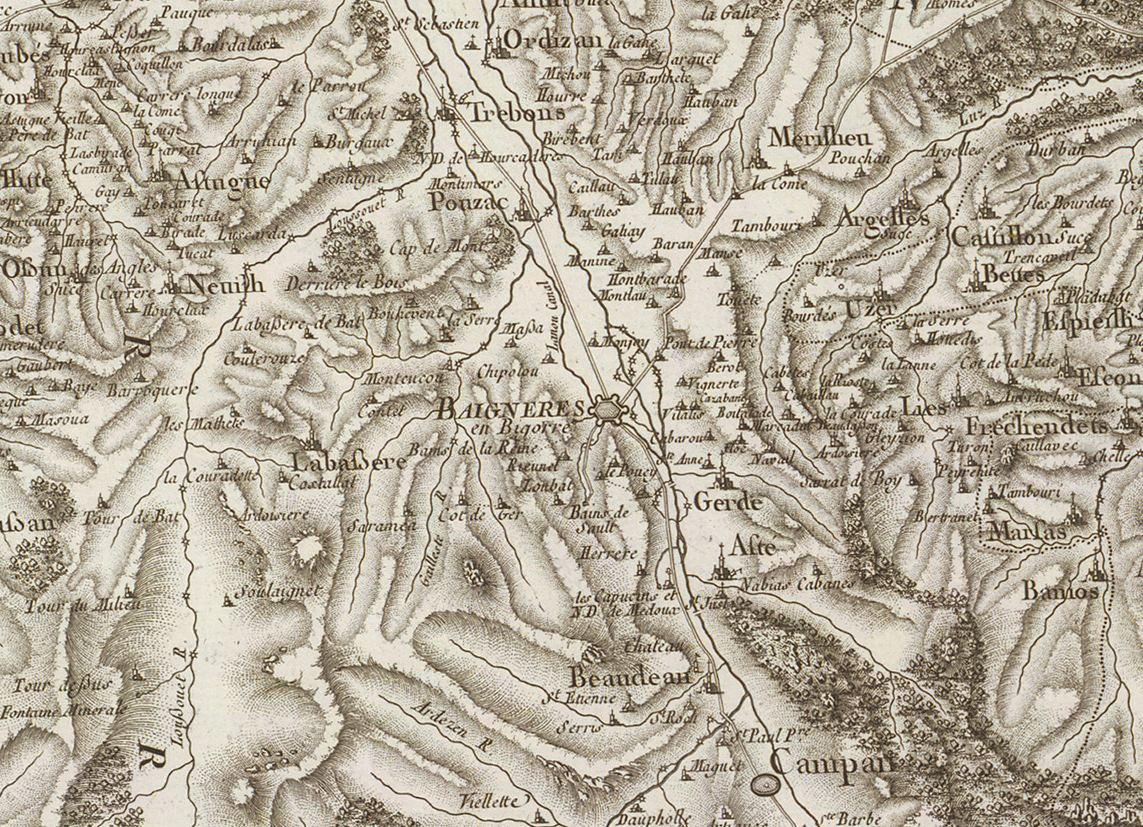
Extrait de la carte de Cassini (entre 1756 et 1789) situant Mérilheu à l'est de Bagnères-de-Bigorre

On trouvera les principales informations dans le Dictionnaire toponymique des communes des Hautes-Pyrénées de Michel Grosclaude et Jean-François Le Nail qui rapporte les dénominations historiques du village :
Dénominations historiques :
- Merlheu, (1429, censier de Bigorre) ;
- Merlheu, (1737, registres paroissiaux ; 1760, Larcher, pouillé de Tarbes) ;
- Merléou, (1768, Duco) ;
- Merlheu, (1790, Département 1) ;
- Mereilheu, (1790, Département 2) ;
- Merlheu, (1806, Laboulinière) ;
- Merilheu, (fin XVIIIe siècle, carte de Cassini).

Nom occitan : Merlhèu.

## Histoire

### Cadastre napoléonien de Mérilheu
Le plan cadastral napoléonien de Mérilheu est consultable sur le site des archives départementales des Hautes-Pyrénées.

## Politique et administration

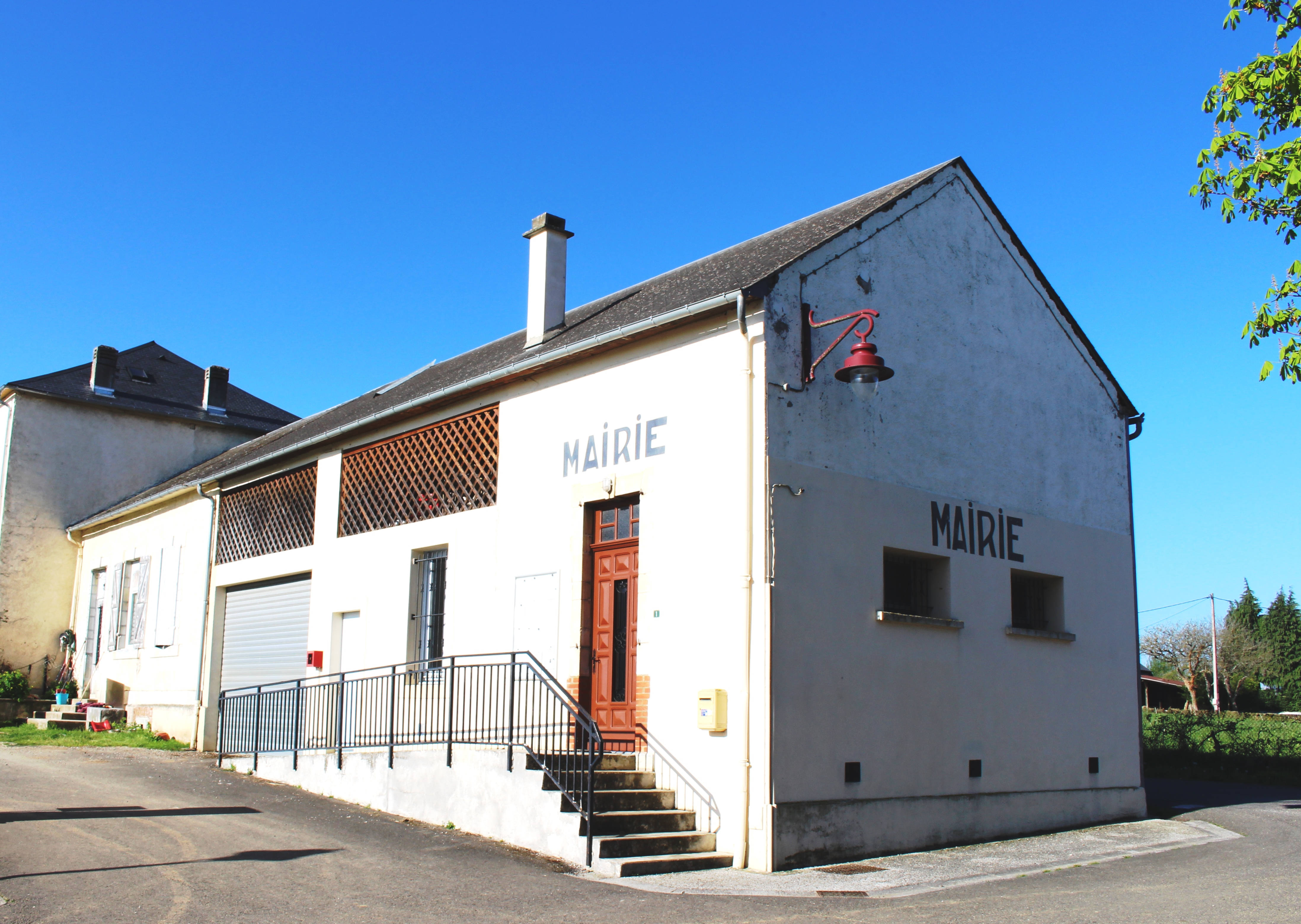
La mairie en 2017.

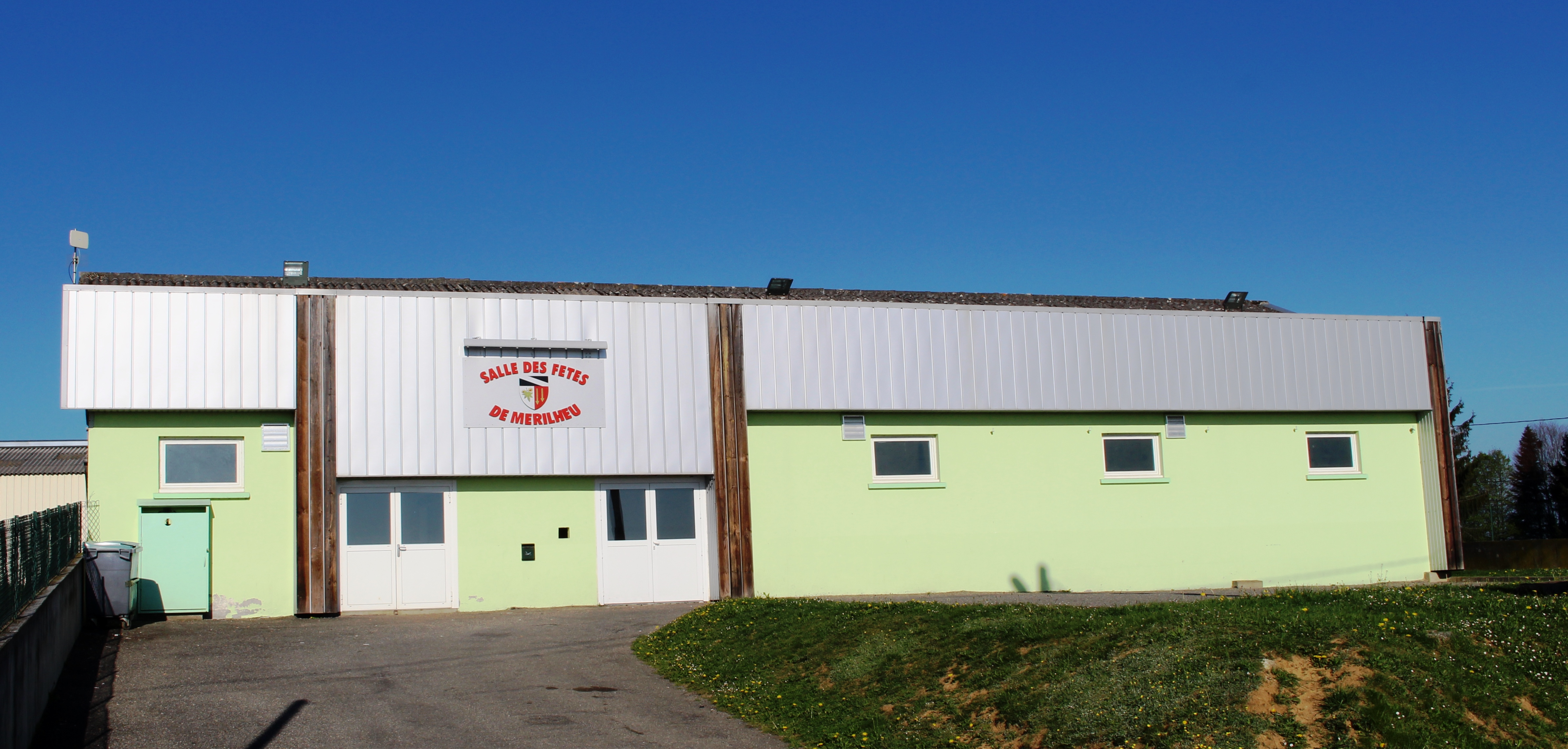
Le foyer rural en 2017.

### Liste des maires
| Période                                  | Période   | Identité     | Étiquette | Qualité |
| ---------------------------------------- | --------- | ------------ | --------- | ------- |
| Les données manquantes sont à compléter. |           |              |           |         |
|                                          |           |              |           |         |
| mars 1977                                | août 2020 | André Dubeau |           |         |
| octobre 2020                             | En cours  | Michel Manse |           |         |

### Rattachements administratifs et électoraux

#### Historique administratif
Pays et sénéchaussée de Bigorre, quarteron de Bagnères, canton de Bagnères (depuis 1790). Hauban, quartier de Merilheu, paraît lui être rattaché lors de la première répartition de 1790, et en être distrait pour être érigé en commune dans la seconde.

#### Intercommunalité
Mérilheu appartient à la communauté de communes Haute-Bigorre créée en décembre 1994 et qui réunit 24 communes.

## Population et société

### Démographie

#### Évolution démographique

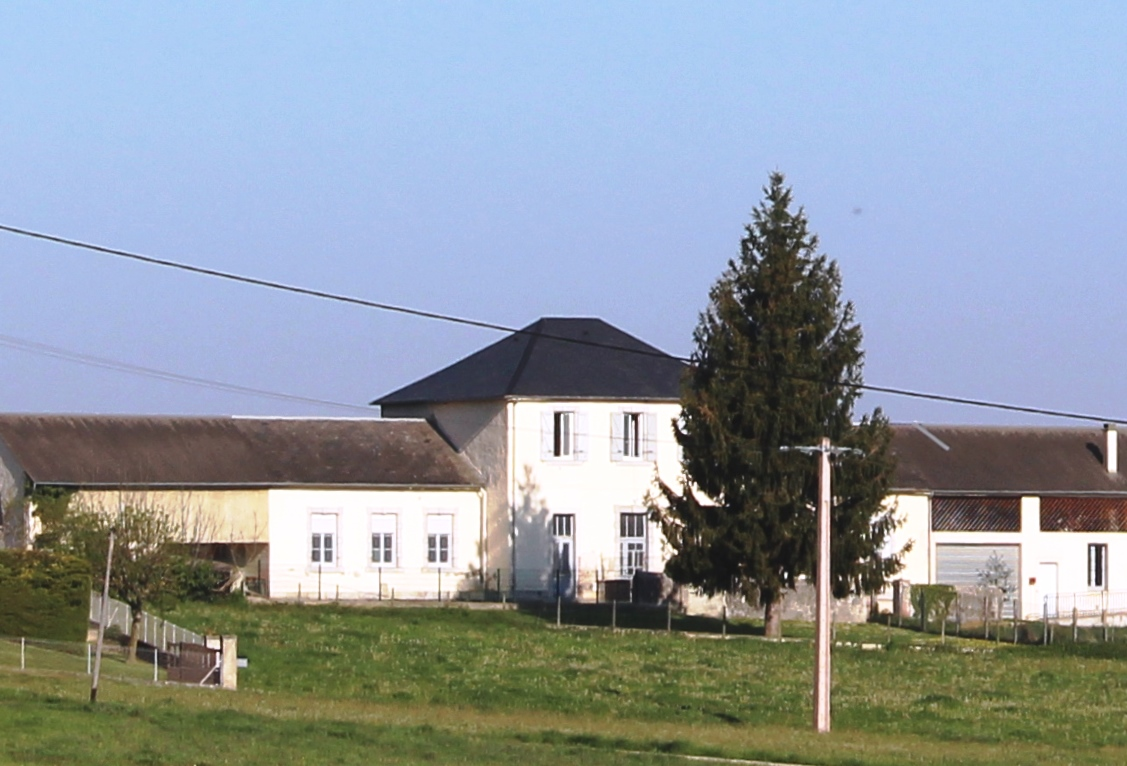
L'école primaire en 2017.

L'évolution du nombre d'habitants est connue à travers les recensements de la population effectués dans la commune depuis 1793. Pour les communes de moins de 10 000 habitants, une enquête de recensement portant sur toute la population est réalisée tous les cinq ans, les populations de référence des années intermédiaires étant quant à elles estimées par interpolation ou extrapolation. Pour la commune, le premier recensement exhaustif entrant dans le cadre du nouveau dispositif a été réalisé en 2005.

En 2022, la commune comptait 232 habitants, en évolution de −7,94 % par rapport à 2016 (Hautes-Pyrénées : +1,59 %, France hors Mayotte : +2,11 %).
| 1793 | 1800 | 1806 | 1821 | 1831 | 1836 | 1841 | 1846 | 1851 |
| ---- | ---- | ---- | ---- | ---- | ---- | ---- | ---- | ---- |
| 310  | 230  | 318  | 343  | 404  | 393  | 426  | 454  | 483  |

| 1856 | 1861 | 1866 | 1872 | 1876 | 1881 | 1886 | 1891 | 1896 |
| ---- | ---- | ---- | ---- | ---- | ---- | ---- | ---- | ---- |
| 456  | 440  | 460  | 434  | 442  | 419  | 400  | 340  | 341  |

| 1901 | 1906 | 1911 | 1921 | 1926 | 1931 | 1936 | 1946 | 1954 |
| ---- | ---- | ---- | ---- | ---- | ---- | ---- | ---- | ---- |
| 313  | 316  | 321  | 287  | 273  | 266  | 254  | 248  | 249  |

| 1962 | 1968 | 1975 | 1982 | 1990 | 1999 | 2005 | 2006 | 2010 |
| ---- | ---- | ---- | ---- | ---- | ---- | ---- | ---- | ---- |
| 242  | 238  | 233  | 240  | 255  | 252  | 246  | 246  | 246  |

| 2015 | 2020 | 2022 | - | - | - | - | - | - |
| ---- | ---- | ---- | - | - | - | - | - | - |
| 249  | 235  | 232  | - | - | - | - | - | - |

### Enseignement
La commune dépend de l'académie de Toulouse. Elle dispose d’une école en 2017.
- École primaire.

### Manifestations culturelles et festivités

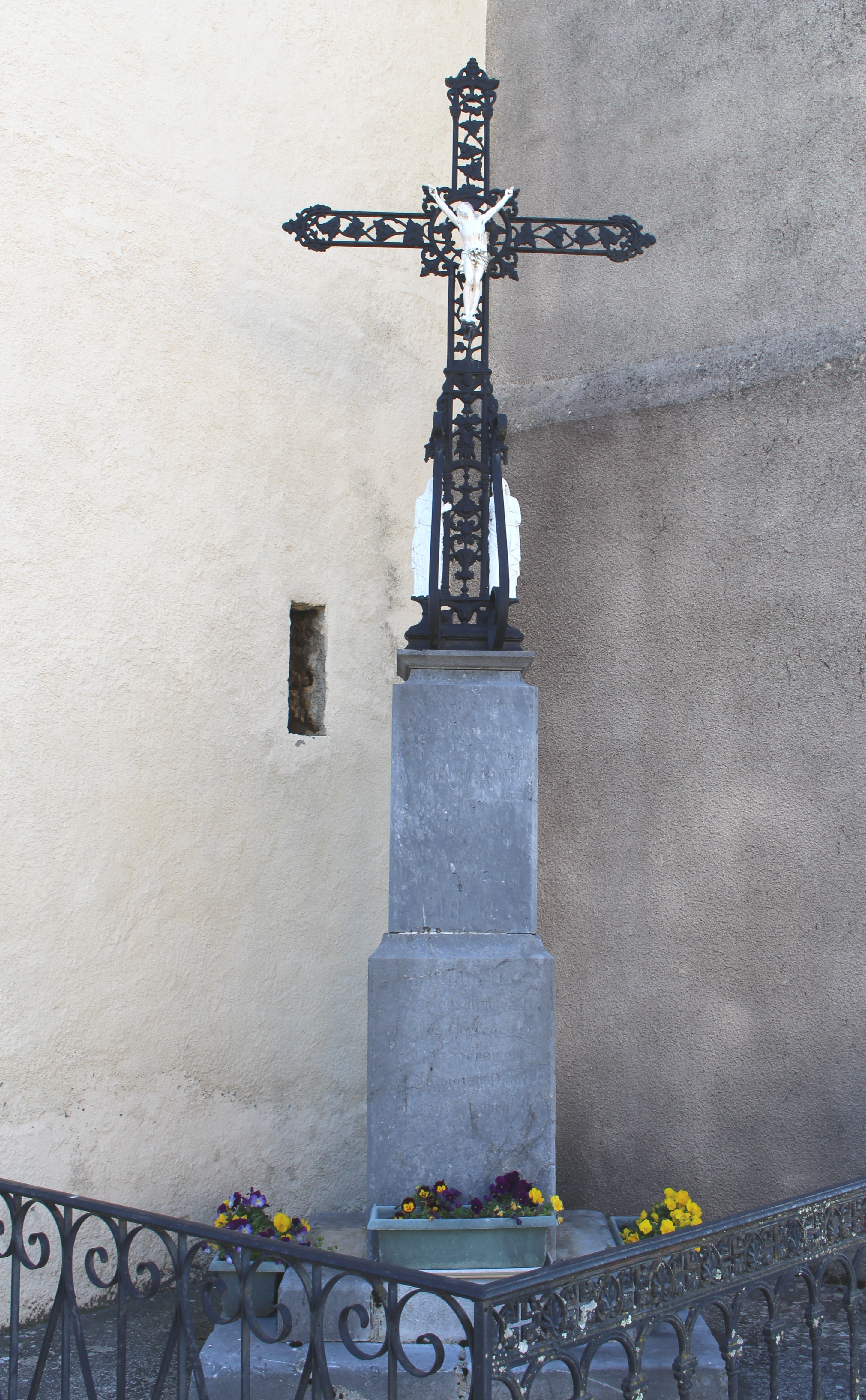
Une croix.

## Économie

### Revenus
En 2018, la commune compte 102 ménages fiscaux, regroupant 237 personnes. La médiane du revenu disponible par unité de consommation est de 20 200 € (20 420 € dans le département).

### Emploi
|                | 2008  | 2013  | 2018  |
| -------------- | ----- | ----- | ----- |
| Commune        | 3,4 % | 5,9 % | 7,1 % |
| Département    | 7,7 % | 9,4 % | 9,8 % |
| France entière | 8,3 % | 10 %  | 10 %  |

En 2018, la population âgée de 15 à 64 ans s'élève à 134 personnes, parmi lesquelles on compte 73,6 % d'actifs (66,5 % ayant un emploi et 7,1 % de chômeurs) et 26,4 % d'inactifs,. Depuis 2008, le taux de chômage communal (au sens du recensement) des 15-64 ans est inférieur à celui de la France et du département.
La commune fait partie de la couronne de l'aire d'attraction de Bagnères-de-Bigorre, du fait qu'au moins 15 % des actifs travaillent dans le pôle,. Elle compte 32 emplois en 2018, contre 21 en 2013 et 16 en 2008. Le nombre d'actifs ayant un emploi résidant dans la commune est de 92, soit un indicateur de concentration d'emploi de 35,2 % et un taux d'activité parmi les 15 ans ou plus de 47,4 %.
Sur ces 92 actifs de 15 ans ou plus ayant un emploi, 18 travaillent dans la commune, soit 20 % des habitants. Pour se rendre au travail, 83,7 % des habitants utilisent un véhicule personnel ou de fonction à quatre roues, 4,6 % s'y rendent en deux-roues, à vélo ou à pied et 11,6 % n'ont pas besoin de transport (travail au domicile).

## Culture locale et patrimoine

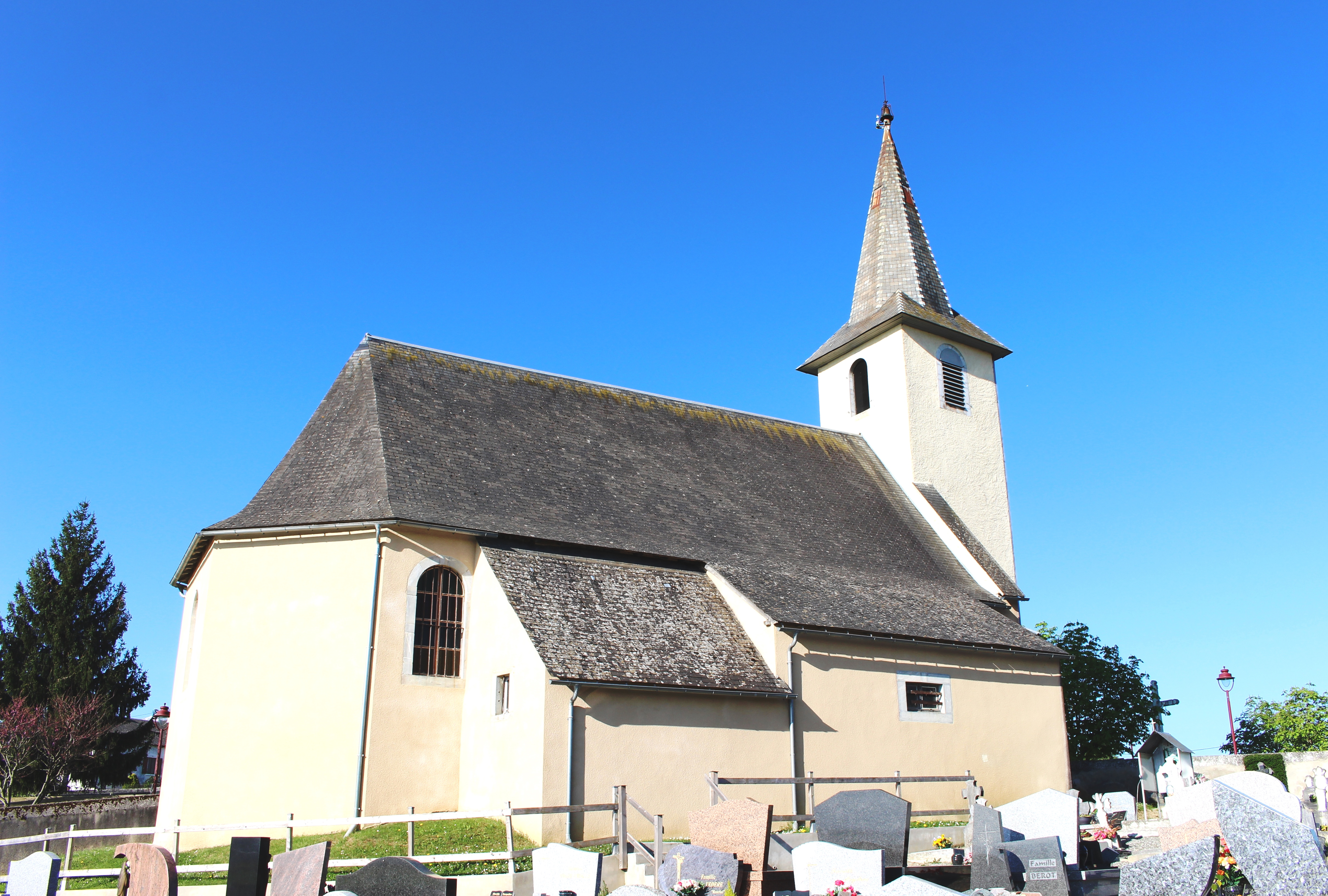
L'église Sainte-Barbe en 2017.

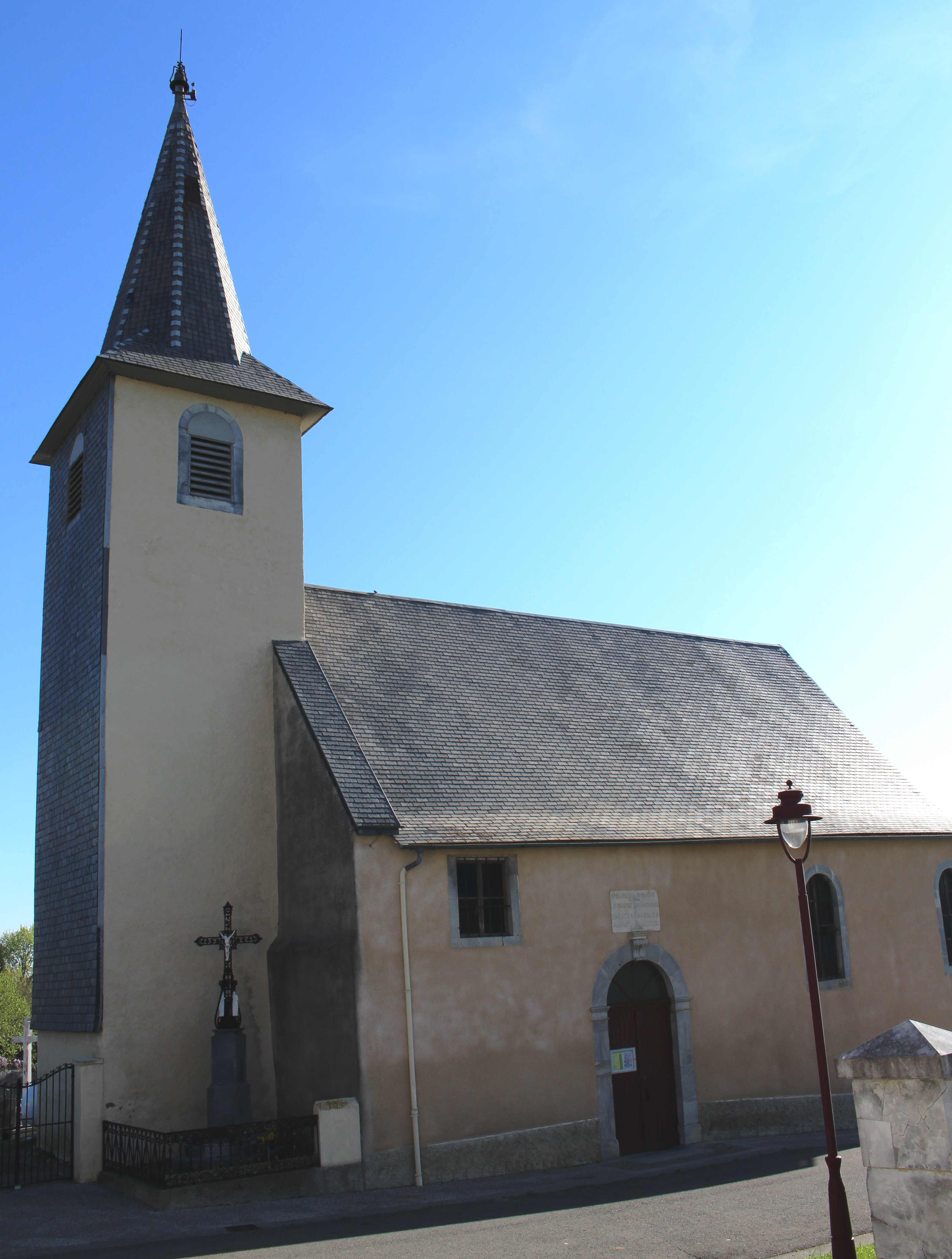
L'église.

### Lieux et monuments
- Église Sainte-Barbe de Mérilheu.

### Personnalités liées à la commune
- Albert Delègue (1963-1995), mannequin français, y a passé son enfance.

## Voir aussi

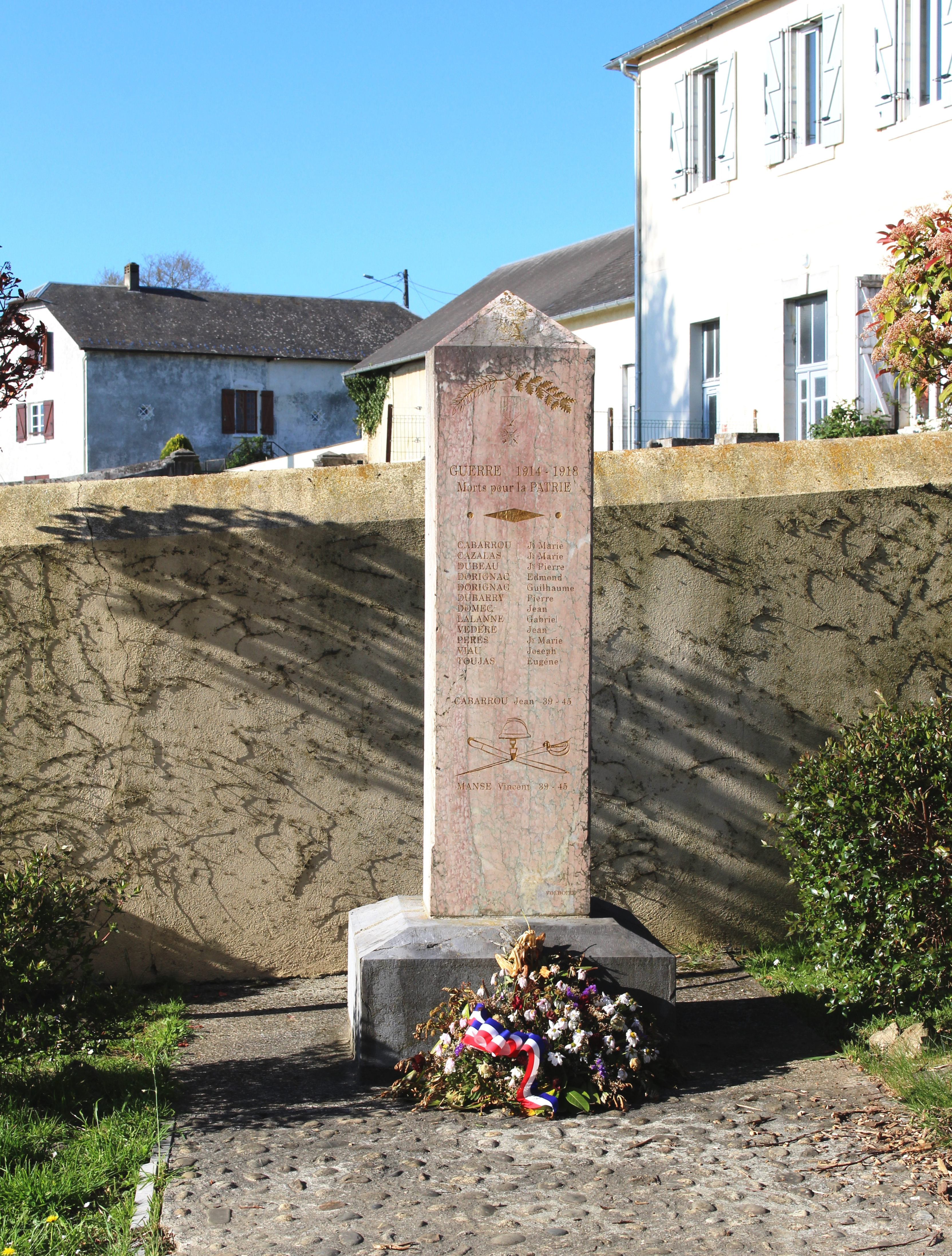
Le monument aux morts municipal.

### Héraldique
| Blason | Blasonnement : Parti : au premier d'azur à la branche de châtaignier au naturel, au second de gueules aux deux flèches basses d'or ; le tout sommé d'un chef de sable chargé d'une bande d'argent. Commentaires : Vérifié auprès de la mairie (avril 2015). |